# Secamone finlaysonii
Secamone finlaysonii är en oleanderväxtart som beskrevs av Robert Wight. Secamone finlaysonii ingår i släktet Secamone och familjen oleanderväxter. Inga underarter finns listade i Catalogue of Life.